# 上田秋成

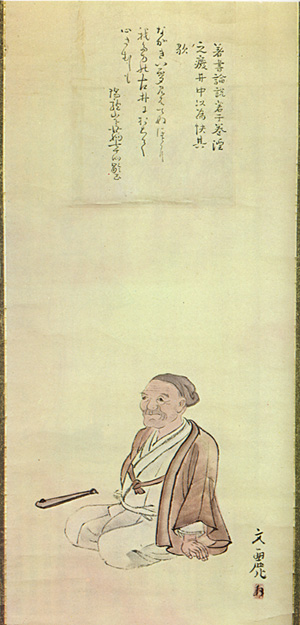

上田秋成（日语：／ Ueda Akinari，1734年7月25日〈享保19年6月25日〉—1809年8月8日〈文化6年6月27日〉）是日本江户時代后期的读本作者、歌人、茶人、国学者和俳人。以小説《雨月物語》闻名。

## 生平
1734年（享保19年）于大坂曾根崎出生，母亲一说是曾根崎妓女，一说是庄园主之女。父亲不详。
1737年（元文2年），上田秋成4歳，母亲去世，成为堂島永来町（今大阪市北区堂島1丁目）紙油商嶋屋上田茂助的養子，幼名为仙次郎。第二年患疱瘡留下手指残疾后遗症（断右手中指、截左手食指）。这一年茂助之妻去世，翌年再婚，上田秋成由第二个養母抚养。
- 上田秋成患疱瘡后，养父茂助前往加島村（今大阪市淀川区加島）的加島稲荷（今香具波志神社）祈祷养子能活到68歳。

1751年（宝历元年），18岁的他沉溺于放纵娱乐，另一方面他开始学习俳諧，阅读戯作并探索中日古典文化，为日后的创作打好基础。同时期他受到了高井几圭、小島重家、富士谷成章、勝部青魚等师友们的影响。
- 俳号为「漁焉」。此外还有：無腸、三余斎、余斎、鶉翁、鶉居等别号，和訳太郎、剪枝畸人、洛外半狂人等筆名。

1760年（宝历10年），京都九条一农家女——植山阿玉结婚，二人无子女。翌年养父上田茂助去世，上田秋成继承嶋屋。1764年（明和元年），参加大阪的朝鲜通信使一行人的筆談会。同时期他对中国典籍进一步深入研究。
1766年（明和3年），浮世草子《諸道听耳世間猿》（しょどうきゝみゝせけんざる）出版。同时成为贺茂真渊一門的国学者，拜加藤美樹为师。1767年，《世間妾形气》（せけんてかけかたぎ）出版。此时，天满的儒医都賀庭鐘教授其白話小説。1768年，《雨月物語》初稿完成。
1771年（明和8年），嶋屋发生火灾，上田秋成家财尽失。暂住在香具波志神社加島稲荷的神職人员住处，在好友木村蒹葭堂帮助下，師从都賀庭鐘学医。1773年，开始在加島村行医。他以「東作」（原名）闻名，并以「秋成」作为名。同时期，与与謝蕪村、高井几董交往。
1776年（安永5年），搬到大坂尼崎（今大阪市中央区高麗橋附近）同时进行医疗工作。《雨月物語》出版。1779年（安永8年），《ぬば玉の巻》（《源氏物語》注释书）等完稿。1780年，在淡路町切丁（今大阪市中央区淡路町1丁目）购置房子并重建，翌年搬入。同时期，与细合半斋、江田世恭交往。
1784年（天明4年），《漢委奴国王金印考》完稿。1785年，完成《歌聖传》（《万葉集》研究），同时校訂了賀茂真淵的《古今和歌集打聴》。1786年，就思想、古代音韻、仮名遣等问题与本居宣長发生論争。但在学识渊博的宣長面前身处劣势。
1787年（天明7年），在大坂北郊淡路庄村（今阪急电铁淡路驿附近）处隐退。戯作《書初機嫌海》（かきぞめきげんかい）、俳文法書《也哉鈔》（やかなしょう）出版。
1789年（寛政元年），岳母与養母在淡路庄村去世。1790年，左眼失明。妻子剃髪为尼，法号“瑚璉尼”。1791年，随筆集《癇癖談》完稿，真淵的《あがた居の歌集》和加藤美樹《しず屋の歌集》校订并出版。1792年，評論集《安々言》（やすみごと）完稿。
1793年（寛政5年），移居京の袋町（今京都市東山区袋町）。真淵的《伊勢物語古意》校订并出版。之后，辗转移居南禅寺（左京区）、東洞院四条（下京区）、衣棚丸太町（上京区）、袋町等地。匙茶道書《清風瑣言》（1794年）、仮名遣い研究《霊語通》（1797年）先后出版。1797年十二月，妻子去世。此时，他以校訂谋生。
1798年（寛政10年），右眼失明，在大阪的鍼医谷川良順的治療下视力渐渐好转，因此他常常接受治疗。回京后，寄住在門人羽倉信美的丸太町（上京区寺町通広小路）的宅邸内。同时期成为伏見稲荷的祠官。1799年，《落久保物語》出版。
在京都期间，上田秋成与妙法院宮真仁法親王、正親町三条公則、小沢蘆庵、木村蒹葭堂、伴蒿蹊、村瀬栲亭、初代高橋道八、渡辺南岳以及江户的大田南畝相交往。
1801年（享和元年），因养父曾在加島稻荷祈求上田秋成活到68歳，上田秋成编集68首和歌为《献神和歌帖》并将此歌集敬奉给神社。同时期《冠辞続貂》（万葉集論）出版。1802年，在西福寺（左京区南禅寺草川町）自作坟茔。1803年，完成《大和物語》校訂。在大阪举办七十岁的庆贺宴会。同时完成了《遠駝延五登》（古代史論）手稿。
1804年（文化元年），《金砂》（万葉集注释书）、《金砂剰言》完稿，1805年，《七十二候》完稿。移居西福寺。同时期《藤簍冊子》（歌文集）出版。1806年，《ますらを物語》完稿。1807年，他将草稿丢进古井。1808年，《春雨物語》完稿。《文反古》（書簡文集）出版。《胆大小心录》（随筆集）、《自像筥記》等作品完稿。
1809年（文化6年），被邀请居住于门人羽倉信美的宅邸。《异本胆大小心录》完稿。《俳調義論》编辑完成。6月27日于羽倉信美的宅邸去世，享年75岁。葬于西福寺。殁后赠号「三余無腸居士」。1821年（文政4年）十三回忌时竖立墓碑，如今仍竖立但以残损。此外香具波志神社另有一块墓碑。
同時期在江戸活躍的読本作者还有曲亭馬琴与山東京传等人。

## 上田秋成与本居宣長

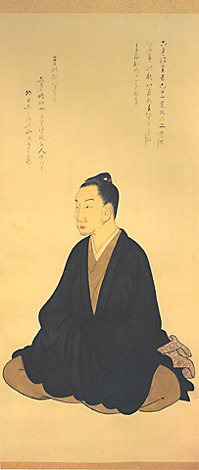
本居宣長《六十一歳自画自賛像》

上田秋成多年以来精心研究日本的古典，撰著了《万叶集》的注释书《歌圣传》、《金砂》、《金砂剰言》等，另有针对《古事记》的论述书《安々言》（1792年）、《神代がたり》（1808年）等，用唯物史观，论述《古事记》中的神代部分时直接向当时的国学大师本居宣長挑战。本居宣长从民族主义、国家主义的立场出发，将历史和神话混淆，错误地认同《古事记》有关日本历史的“神代”起源说，井将歌学、文学与“神道“联系来思考，主张取用拟古调和拟古文。上田秋成针对宣长将这种神话的无稽之谈，作为学问的立论依据，进行了科学的分析和学术的批判，否定“神代”的存在，同时主张和歌、文学都应自由地使用时代调和用语。这不仅对于文学创作，而且对于思想建设、文化文学建设都起着积极的作用。
本居宣長不认为《古事记》、《日本书纪》中的神话是许多国家的众多神话中之一，并且把它看成是唯一的真实，否定了外国的神话。“太古的传说虽然各国都有，但外国的传说是不正确的……然而，我皇国的古传说，非诸外国的传说可以相比，它是真实的正传……”（本居宣長《呵刈葭》），“不仅此国人，万国人都应相信此事也”（同上）。天照是太阳，太阳普照万国，因此天照所生的“皇国就是四海万国的原本宗主国”，诚然日本比他国有着醒目的显著的“优越可尊之事”。比如，“皇统之不易”、“稻谷之美妙”、“不为外国侵犯”、“户口稠密、殷富隆盛”（同上）。因此，学者“就应以巩固大和魂作为至关重要的事”（本居宣長《初山踏》）。于是，宣长在自己画像上题写了如下有名的和歌赠人：
对此，秋成则认为他国有他国的神话，不能把本国的神话扩及他国。“典故皆一国一天地之物，不能扩及他国，犹如谚语所说的，亲戚的事实不应拉扯在一起”。更何况看看荷兰人的“地球之图”就会明白，日本只不过是犹如落在宽阔池面上的一片小叶般的小岛而已。对异国人，即使说这小岛是日月出现的国家，万国无不蒙受其恩光，然而，这种说法到底还是不通用的吧。把日月比作人体毕竟是“古传”，日月的实际，“用叫做望远镜的千里镜眺望，即可见日炎炎，月沸沸”。宣长的议论不过是“乡下人怀中父说” 而已，充其量也不过是“经商僧的讲道口才”罢了。“怎么说大和魂也罢，无论哪个国家，其国魂就是国之臭气也”。于是附上一首歌曰：

## 全集
- 中村幸彦（日语：中村幸彦）等編 『上田秋成全集』 （全12巻、中央公论新社、1990 - 1995）

第1巻（国学篇）ISBN 4124029411
第2巻（万葉集研究篇1）ISBN 412402942X
第3巻（万葉集研究篇2）ISBN 4124029438
第4巻（万葉集研究篇3）ISBN 4124029446
第5巻（王朝文学研究篇）ISBN 4124029454
第6巻（国語篇）ISBN 4124029462
第7巻（小説篇1）ISBN 4124029470
第8巻（小説篇2）ISBN 4124029489
第9巻（随筆篇）ISBN 4124029497
第10巻（歌文篇1）ISBN 4124029500
第11巻（歌文篇2）ISBN 4124029519
第12巻（歌文篇3）ISBN 4124029527
- 《上田秋成全集》（全2巻　国書刊行会　1974） 
大正6-7（1917－18）年刊的複製
- 《上田秋成全集》（旧冨山房百科文庫44、1939）
三島由紀夫が愛読した版である。（1冊）